# Thomas Lewis
Pour les articles homonymes, voir Thomas Lewis (cardiologue) et Lewis.
Thomas Lancelot Lewis dit Tom Lewis, né le 23 janvier 1922 à Adélaïde (Australie-Méridionale) et mort le 25 avril 2016, est un homme politique australien qui a été Premier Ministre de Nouvelle-Galles du Sud du 3 janvier 1975 au 23 janvier 1976.

## Biographie
Thomas Lewis est né à Adélaïde où il fit ses études jusqu'à l'âge de 18 ans au Collège St Peter de 1931 à 1940. Par la suite il dirigea les biens personnels de son oncle, Essington Lewis, directeur général de BHP Billiton, une des plus grosses sociétés minières au monde et directeur général de l'Armement pendant la Seconde Guerre mondiale. Lui-même s'engagea dans les forces armées australiennes de 1940 à 1946 et fut affecté à Sydney, au Sulawesi, à Java et à Bornéo comme lieutenant. Il fit partie ensuite du personnel d'encadrement de l'ambassade d'Australie à Washington de 1946 à 1951. 
Tom Lewis fut élu député libéral de la circonscription de Wollondilly en 1957. Quand Robert Askin devint Premier Ministre de Nouvelle-Galles du Sud en 1965, il fut nommé Ministre de la terre (« Minister for Lands »), un poste qu'il occupa jusqu'au retrait d'Askin en janvier 1975. Il devint alors Premier Ministre pour moins de treize mois et fut renversé par Eric Willis en janvier 1976. Il devint alors ministre chargé des Gouvernements locaux jusqu'en mai 1976, quand le parti libéral fut battu par le parti travailliste.
En septembre 1978, Tom Lewis perdit son siège de député face à Bill Knott.